# Ана Црнковић
Ана Црнковић ( Горњи Таванкут, 21. септембар 1934 — 30. октобар 2011) била је наивна умјетница која је радила у техници сламе и педагог. 

## Биографија
Рођена је у Горњем Таванкуту 1934. године. Похађала је школе у Таванкуту и Суботици . Студирала је у Загребу, где је постала дипломирани професор географије.
Нашла је посао у Црвенчи. Услишен јој је захтев да се пресели у Таванкут, па се 1977. године запослила у ОШ Матија Губец 1977. године. Тамо је упознала технику рада у сламе и познате уметнике у тој области Марију Ивковиц Ивандекић, сестре Ану, Ђулу и Тезу Милодановиц, Кату Рогић, Маргу Стипић и њихове ученике. И сама се укључила у ширење овог знања међу младима у Таванкуту. 
Одмах 1977. године, када је дошла у Таванкут, приступила је Ликовној секцији ХКПД Матија Губец, непосредно пре групе сликара-сламарки, међу којима су биле Марга Стипић, Аница Балашевић, Матија Дулић, Марија Ивковић Ивандекић, Розалија Сарић, Ката Рогић и др. .активиране након што је активност Уметничке секције замрла дуги низ година. Касније је постала шеф Уметничке секције све до 1992. године. 
Временом су им се придружили нови уметници. Године 1986. Уметничка секција прераста у Наивну колонију у техници сламе . Сазивање ових колонија додатно је афирмисало Ану Црнковић, Маргу Стипић, Кату Рогић, Марију Ивковић Ивандекић, Розалију Сарић и већ познате колеге, али и нове чланове колоније. 
Године 1992. основала је ново удружење сламарки, под називом ЛУСА, и престала да буде члан овог друштва.  
Предводила је Удружење ЛУСА које делује у оквиру Удружења пензионера Суботица 5 година. Убрзо је основала још једно сламарско удружење, Сламарску радионицу за пензионере (СРП, „пензионери“). Не само да је почела да шири сламарску културу, већ је била оснивач и оснивач Сламарске секције Аница Балашевић, која ради у оквиру суботичког огранка Матице хрватске . 
Укупно је излагала на око три стотине изложби у Хрватској, Босни и Херцеговини, Мађарској, Русији, Белорусији, Бугарској, Немачкој, Румунији, Сједињеним Америчким Државама и другде. Учествовала је на ликовним колонијама у Таванкуту, Суботици, Осовљу, Ријеци, Крашићу, Ернестинову, Св. Мартина под Окићем и другде. 
Научила је многе ствараоце да раде у техници сламе. Учила је различите узрасте, од деце до пензионера.

## Награде
- Првомајска награда
- Октобарска награда за 1986
- Орден рада са сребрним венцем